# 李燕 (齐鲁制药集团总裁)
李燕（1974年2月—），山东莱阳人，汉族，中国共产党党员。中华人民共和国政治人物、第十三届全国人民代表大会山东省代表。

## 生平
2018年，李燕被选为山东省出席第十三届全国人民代表大会代表。